# 全国高等学校PTA連合会
一般社団法人全国高等学校PTA連合会（いっぱんしゃだんほうじん ぜんこくこうとうがっこうぴーてぃーえーれんごうかい、略称：全国高P連）は、全国の都道府県及び政令指定都市単位に結成された高等学校PTA組織の連合体。元文部科学省所管。

## 概要
- 所在：東京都千代田区神田佐久間町2-1奥田ビル301
- 会長：山田博章
- 活動：高等学校PTA活動を通して社会教育、家庭教育の充実及び学校教育との連携に努め、わが国の次代を担う青少年の健全育成を図り、もって生涯学習社会の形成に寄与することを目的とする。
- 事業：高等学校PTA活動の質的向上に資する研究大会、講演会、研修会等の開催。／高等学校PTA活動に関する調査研究。／青少年の健全育成及び生涯学習に資する情報の収集と提供。／青少年の国際交流。／広報誌等の刊行など。
- 調査研究：「全国高校生と保護者の進路に関する意識調査」「全国高校生の性に関する生活・意識調査」「全国高校生の携帯電話に関する実態・意識調査」など。
- 広報誌：『(一社)全高P連会報』
- その他：薬物乱用防止パンフレットの発行など。